# Honda LaGreat

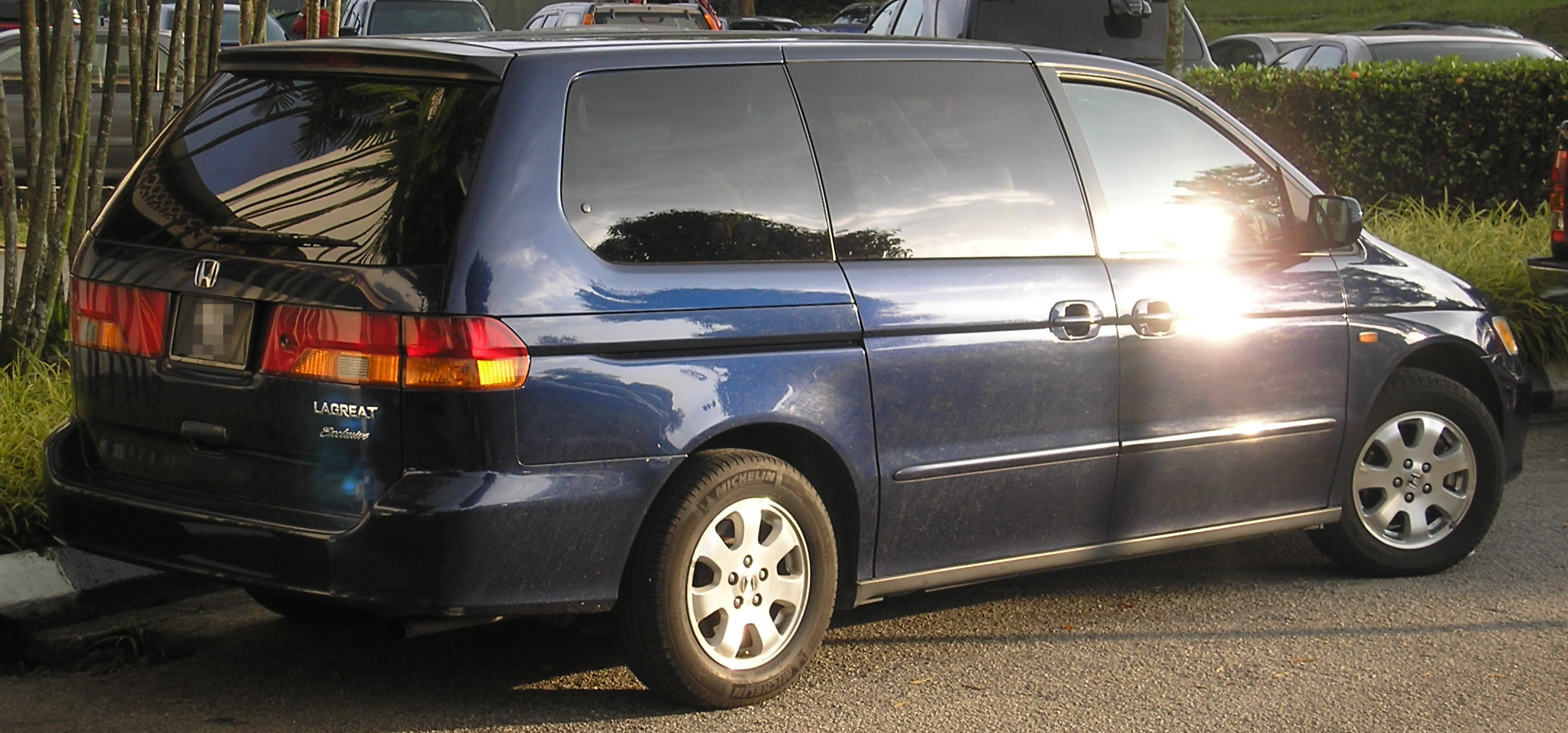
Вид сзади

Honda LaGreat, известный на некоторых рынках как Honda RL1 — минивэн, выпускавшийся с 1999 по 2005 год японской компанией Honda.

## Описание
Впервые Honda LaGreat был представлен в 1999 году. Производившийся в Канаде, LaGreat являлся ребеджингом второго поколения Honda Odyssey для японского рынка.
Honda LaGreat, разработанный «с оглядкой» на Honda Odyssey, считался среднеразмерным люксовым пассажирским автомобилем для потребительского рынка. Он позиционировался, как семейный автомобиль с высокой практичностью и надёжностью.
Honda LaGreat — первый минивэн с навигационной системой и DVD-проигрывателем сзади. С 2002 по 2005 год Honda LaGreat имел противотуманные фары и боковые подушки безопасности. Автомобиль выпускался в двух комплектациях: в стандартной, с кожаными сиденьями, и в топовой (Exclusive), с люком на крыше (опционально). Также выпускался вариант с восемью посадочными местами для взрослых (с откидными сиденьями в среднем и третьем рядах).

## Технические характеристики
Honda LaGreat оснащён 3,5-литровым двигателем J35 V6, мощность которого изначально составляла 210 л. с., а позже — 240 л. с. До 2001 года двигатель работал в паре с четырёхступенчатой автоматической трансмиссией, а с 2002 года — с пятиступенчатой автоматической трансмиссией.